# Marsilea azorica
Marsilea azorica är en klöverbräkenväxtart som beskrevs av Georg Oskar Edmund Launert och Paiva. Marsilea azorica ingår i släktet Marsilea och familjen Marsileaceae.
IUCN kategoriserar arten globalt med icke tillämpbar (NA). Inga underarter finns listade.

## Bildgalleri

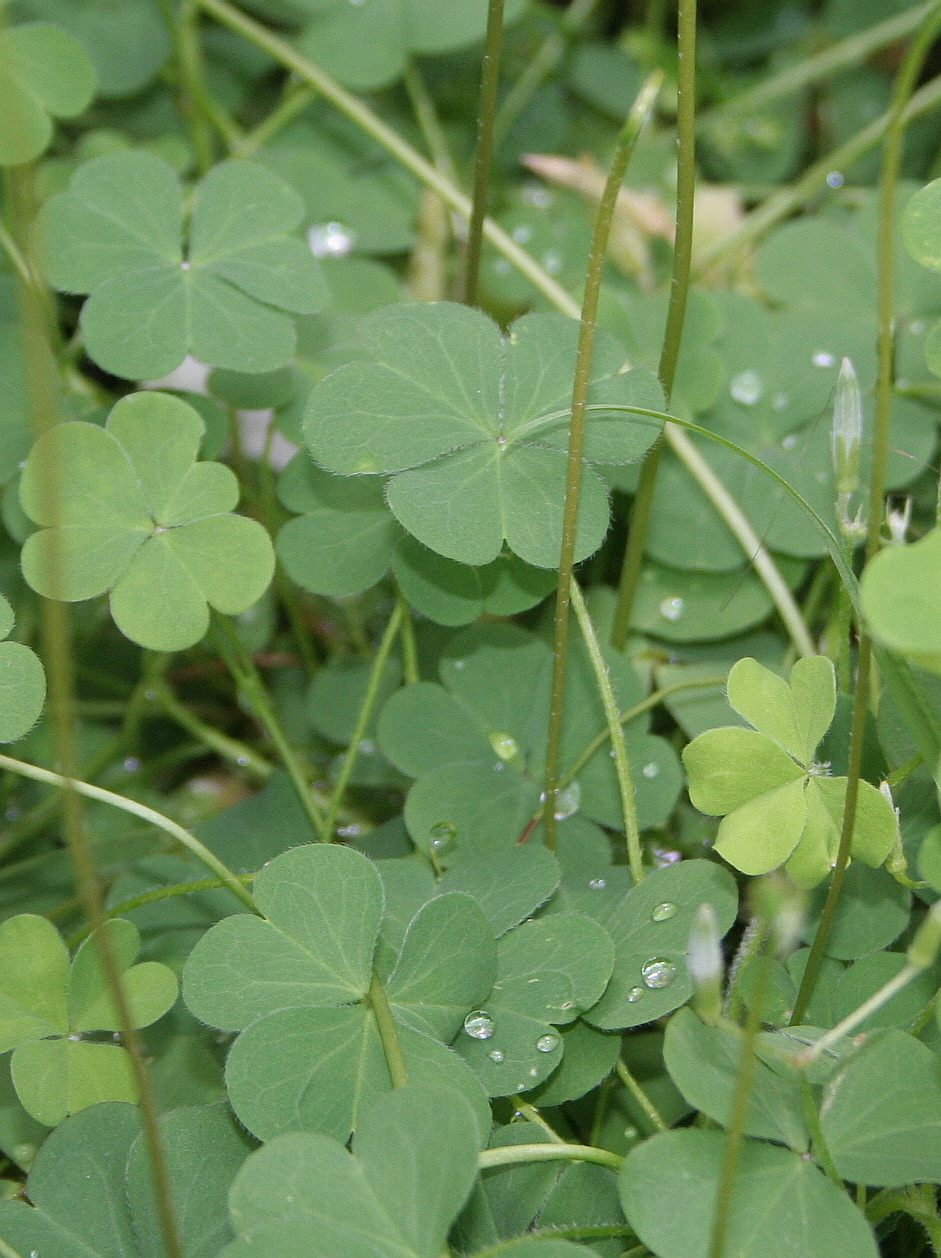
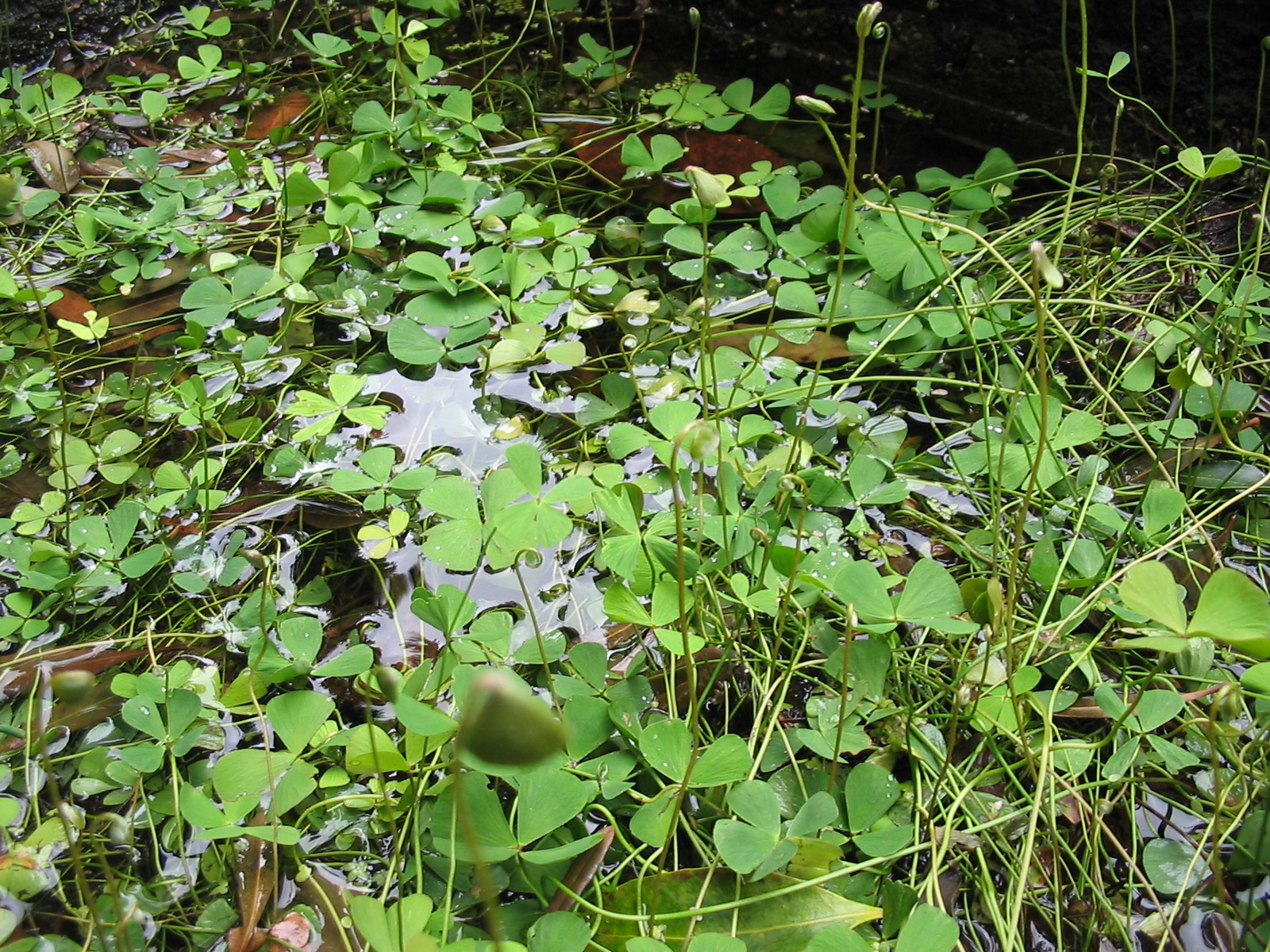
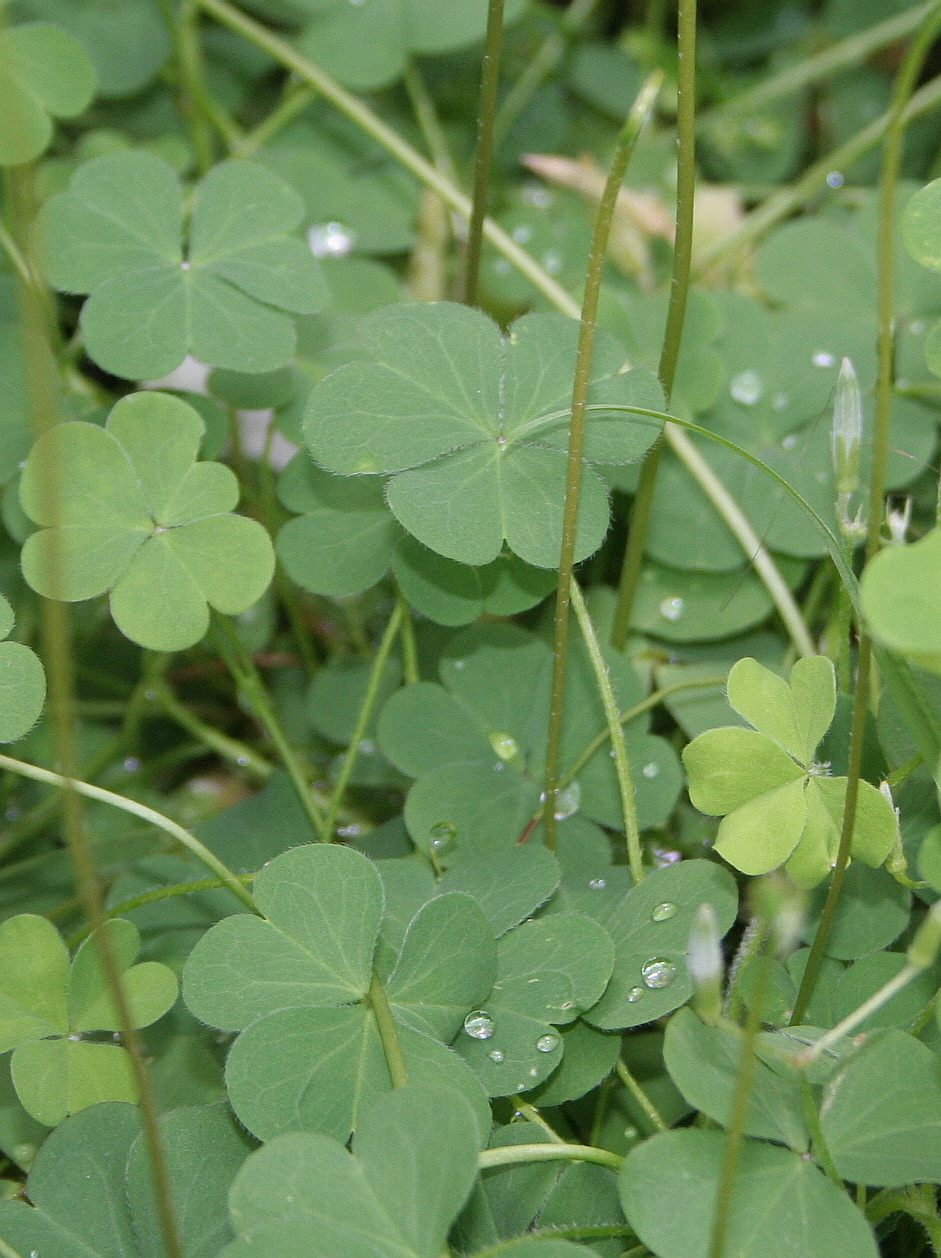